# حارة القادسية الغربية (صنعاء)
حارة القادسية الغربية هي إحدى حارات حي القادسية بمديرية السبعين أحد مديريات العاصمة اليمنية صنعاء، بلغ تعداد سكانها 11020 نسمة حسب تعداد اليمن لعام 2004.